# Лагно Катерина Олександрівна

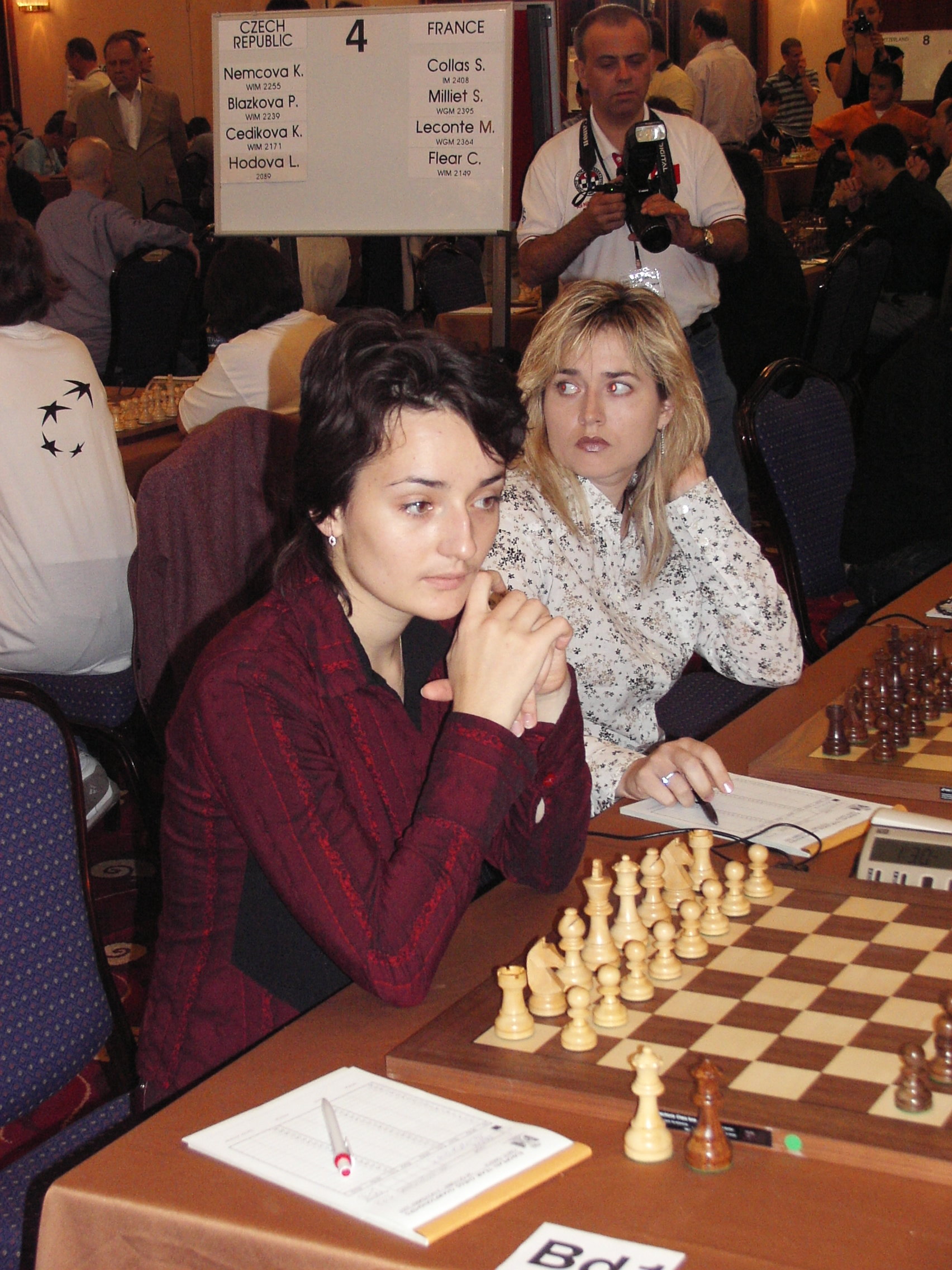
Катерина Лагно та Наталя Жукова на командному чемпіонаті Європи в Греції (2007)

Катери́на Олекса́ндрівна Лагно́  (нар. 27 грудня 1989, Львів) — російська (раніше українська) шахістка, гросмейстер (2007). Заслужений майстер спорту України.
Наймолодший жіночий гросмейстер у світі. У 12 років виконала норматив гросмейстера серед жінок, потрапивши до книги рекордів Гіннеса. Вихованка Львівської школи шахів. Починаючи з липня 2014 року виступає за Росію.
Її рейтинг станом на травень 2020 року — 2546 (5-те місце у світі, 2-ге — серед шахісток Росії).

## Життєпис
Катерина Лагно народилася 27 грудня 1989 року у Львові в сім'ї Олександра Володимировича Лагна — заслуженого тренера з шахів, уродженця Полтави, нині працює інструктором з шахів у Центрі спорту та дозвілля «Атлант» у Москві, та Наталії Валентинівни Лагно — вчительки математики зі Львова, етнічної росіянки. У віці 11 років, в 2000 році, переїхала зі Львова разом із сім'єю (батьками та старшим братом Ігорем), у Краматорськ, де виступала та навчалася у шаховій школі.
У вересні 2004 року Лагно з батьками та братом, переїхала з Краматорська в Донецьк.
У 2009 році Лагно зустріла 29-річного француза Робера Фонтена, шестикратного переможця французької першості з шахів та гросмейстера Франції. Після одруження з ним переїхала жити до чоловіка в місто Безансон.
У березні 2014 року з'явилася інформація, що Лагно подала документи на отримання російського громадянства та збирається надалі виступати за Росію. Федерація шахів України подала протест на перехід спортсменки під російську юрисдикцію. Однак 11 липня 2014 року Президентська рада Міжнародної шахової федерації дозволила перехід Лагно, однак зобов'язала Федерацію шахів Росії заплатити компенсацію 20 тис. євро Федерації шахів України.
Сама Лагно про свій перехід сказала: 
|  | Для мене, наполовину росіянки, що розмовляє російською і просто пам'ятає нашу історію, Росія так само близька, як і Україна. Єдине, що хотіла б наголосити — мій перехід ніяк не пов'язаний з політичною ситуацією в Україні. Оригінальний текст (рос.) Для меня, наполовину русской, разговаривающей на русском языке и просто помнящей нашу историю, Россия так же близка, как и Украина. Единственное, что хотела бы подчеркнуть — мой переход никак не связан с политической ситуацией в Украине. (рос.) |

Указ про прийняття Лагно в громадянство Російської Федерації був опублікований 22 липня 2014 року, а в серпні вона увійшла до складу збірної Росії на 41-й шаховій олімпіаді в Тромсе, де 14 серпня стала переможницею жіночого командного турніру.

## Досягнення
6-разова чемпіонка України у своєму віці, чемпіонка світу серед дівчат віком до 10 років (1999), чемпіонка Європи серед дівчат віком до 14 років.
Дворазова чемпіонка Європи (2005, 2008). 
Триразова чемпіонка світу з бліцу (серед жінок) 2010, 2018 та 2019 років.
 Чемпіонка світу зі швидких шахів (серед жінок) 2014 року.
У складі жіночої збірної України переможниця шахової олімпіади 2006 року, командного чемпіонату світу 2013 року та командного чемпіонату Європи 2013 року.
У складі збірної Росії стала переможницею шахової олімпіади 2014 року, командного чемпіонату світу 2017 року та командних чемпіонатів Європи 2015 та 2017 років.

## Особисте життя
У 2009 році одружилася з французьким шахістом Робером Фонтеном, народила сина. Шлюб розпався після кількох років. Нині одружена з російським шахістом Олександром Грищуком. Мати чотирьох дітей.

## Результати виступів

### 2001—2006 років
- 2006
  - Кубок Північного Уралу — 1-ше місце[18]
  - 37 Шахова Олімпіада — 1 командне місце, 2 місце серед дівчат на 2 дошці
- 2005 — Чемпіонка Європи серед жінок
- 2004 — Чемпіонат світу серед жінок — дійшла до етапу 1/8 фіналу.
- 2003
  - Чемпіонат Європи серед чоловіків — виконала норматив чоловічого міжнародного майстра.
  - Міжнародний турнір на кубок Федерації України — 1 бал чоловічого гросмейстера
  - Міжнародний турнір 12 категорії у м. Гастінгс — 6 місце
- 2002
  - Чемпіонат України до 20 років — 3 місце
  - Міжнародні спортивні юнацькі ігри країн СНГ, Балтії та регіонів Росії до 14 років — 1 місце
  - Міжнародна командна шахова олімпіада серед дітей віком до 16 років — 2 місце
  - Чемпіонат Європи серед жінок по бліцу — 3 місце
  - Меморіал Чигоріна — виконала 2 бал чоловічого міжнародного майстра.
- 2001
  - Чемпіонат України до 12 років — 1 місце.
  - Чемпіонат України серед жінок — 9 місце, виконала норму міжнародного майстра жіночого
  - Командний чемпіонат Європи до 18 років — 1 командне місце, 1 місце серед дівчат на 1 дошці.
  - Чемпіонат Європи до 14 років — 1 місце
  - Чемпіонат Європи серед жінок по бліцу — 4 місце

### 2019 рік
У червні 2019 року Лагно взяла участь у турнірі претенденток, переможниця якого отримувала право зіграти у матчі на першість світу з чинною чемпіонкою Цзюй Веньцзюнь (Китай). Набравши 7 очок з 14 можливих (+2-2=10), Катерина разом з Тань Чжун'ї розділила 3-4 місця поступившись 2½ очками переможниці турніру росіянці Олександрі Горячкіній.
У вересні 2019 року Лагно посіла 4 місце на 1-му етапі гран-прі ФІДЕ серед жінок 2019/2020, що проходив у Сколково. Набравши 6½ очок з 11 можливих (+3-1=7) росіянка на 1½ очка відстала від переможниці турніру Гампі Конеру з Індії.
У грудні 2019 року з результатом 6½ очок з 11 можливих (+4-2=5), посіла 4 місце на 2-му етапі гран-прі ФІДЕ серед жінок 2019/2020, що проходив у Монако.
Наприкінці грудня на чемпіонаті світу зі швидких та блискавичних шахів, що проходив у Москві, Лагно посіла:
 — 6-те місце у турнірі зі швидких шахів, набравши 8 очок з 12 можливих (+6-2=4),
 — 1-ше місце у турнірі з блискавичних шахів, набравши 13 очок з 17 можливих (+10-1=6).

### 2020
У лютому 2020 року, набравши 4½ очки з 9 можливих (+1-1=7), Лагно розділила 5-6 місця на турнірі «2020 Cairns Cup» з призовим фондом у 180 тис.доларів, що проходив у Сент-Луїсі.

## Статистика виступів у складі збірних України та Росії

### Збірна України
Катерина Лагно за період 2004—2013 років зіграла за жіночу збірну України у 12-ти турнірах, зокрема: шахова олімпіада — 5 разів, командний чемпіонат світу — 2 рази, командний чемпіонат Європи — 5 разів., при цьому ставши переможницею всіх трьох командних турнірів, зокрема шахової олімпіади 2004 року, командного чемпіонату світу 2013 року та командного чемпіонату Європи 2013 року. Крім того в активі Лагно срібло (2008) та бронза (2012) шахових олімпіад, а також бронза чемпіонату світу 2007 року та бронза чемпіонату Європи 2009 року.

Також Катерина здобула 7 індивідуальних нагород (три срібні та чотири бронзові), більшість з яких виступаючи на найсильнішій 1 дошці.

 Загалом у складі збірної України Катерина Лагно зіграла 107 партій, в яких набрала 69 очок (+45=48-14), що становить 64,4 % можливих очок, в тому числі на 1-й шахівниці: 77 партій, 47 очок (+28=10-11), що становить 61,0 % можливих очок.
| Рік  | Турнір           | Місто           | Збірна  | Шахів- ниця | Рейтинг | + | = | − | Результат | % очок | Турнірний рейтинг | Командне місце | Особисте місце |
| ---- | ---------------- | --------------- | ------- | ----------- | ------- | - | - | - | --------- | ------ | ----------------- | -------------- | -------------- |
| 2004 | шахова олімпіада | Кальвія         | Україна | 2           | 2468    | 7 | 2 | 1 | 8 з 10    | 80,0   | 2478              | 18             | 6              |
| 2005 | чемпіонат Європи | Гетеборг        | Україна | 2           | 2498    | 4 | 3 | 1 | 5½ з 8    | 68,8   | 2563              | 7              | Bronze         |
| 2006 | шахова олімпіада | Турин           | Україна | 3           | 2435    | 6 | 5 | 1 | 8½ з 12   | 70,8   | 2479              | Gold           | Silver         |
| 2007 | чемпіонат Європи | Іракліон        | Україна | 1           | 2459    | 2 | 7 | 0 | 5½ з 9    | 61,1   | 2506              | 4              | 6              |
|      | чемпіонат світу  | Єкатеринбург    | Україна | 1           | 2467    | 1 | 4 | 3 | 3 з 8     | 37,5   | 2351              | Bronze         | 7              |
| 2008 | шахова олімпіада | Дрезден         | Україна | 1           | 2488    | 2 | 6 | 1 | 5 з 9     | 55,6   | 2465              | Silver         | 14             |
| 2009 | чемпіонат Європи | Новий Сад       | Україна | 1           | 2483    | 4 | 3 | 1 | 5½ з 8    | 68,8   | 2593              | Bronze         | Bronze         |
| 2010 | шахова олімпіада | Ханти-Мансійськ | Україна | 1           | 2539    | 2 | 5 | 2 | 4½ з 9    | 50,0   | 2449              | 9              | 12             |
| 2011 | чемпіонат Європи | Порто-Каррас    | Україна | 1           | 2549    | 4 | 2 | 1 | 5 з 7     | 71,4   | 2632              | 4              | Silver         |
| 2012 | шахова олімпіада | Стамбул         | Україна | 1           | 2542    | 5 | 4 | 1 | 7 з 10    | 70,0   | 2608              | Bronze         | Bronze         |
| 2013 | чемпіонат світу  | Астана          | Україна | 1           | 2547    | 3 | 5 | 0 | 5½ з 8    | 68,8   | 2579              | Gold           | Silver         |
|      | чемпіонат Європи | Варшава         | Україна | 1           | 2542    | 5 | 2 | 2 | 6 з 9     | 66,7   | 2549              | Gold           | Bronze         |

### Збірна Росії
У складі збірної Росії Катерина Лагно стала переможницею шахової олімпіади 2014 року, чемпіонату світу 2017 року та командних чемпіонатів Європи 2015 та 2017 років. Крім того, в її активі 3 індивідуальні нагороди (1 золота та 2 срібні). Загалом у складі збірної Росії Лагно зіграла 42 партії, в яких набрала 28 очок (+18=20-4), що становить 66,7 % від числа можливих очок.
| Рік  | Турнір           | Місто           | Збірна | Шахів- ниця | Рейтинг | + | = | − | Результат | % очок | Турнірний рейтинг | Командне місце | Особисте місце |
| ---- | ---------------- | --------------- | ------ | ----------- | ------- | - | - | - | --------- | ------ | ----------------- | -------------- | -------------- |
| 2014 | шахова олімпіада | Тромсе          | Росія  | 1           | 2540    | 4 | 4 | 2 | 6 з 10    | 60,0   | 2524              | Gold           | 8              |
| 2015 | чемпіонат Європи | Рейк'явік       | Росія  | 2           | 2523    | 4 | 5 | 0 | 6½ з 9    | 72,2   | 2569              | Gold           | Silver         |
| 2017 | чемпіонат світу  | Ханти-Мансійськ | Росія  | 2           | 2539    | 2 | 6 | 0 | 5 з 8     | 62,5   | 2498              | Gold           | Silver         |
|      | чемпіонат Європи | Крит            | Росія  | 2           | 2541    | 5 | 3 | 0 | 6½ з 8    | 81,3   | 2605              | Gold           | Gold           |
| 2019 | чемпіонат світу  | Астана          | Росія  | 1           | 2559    | 3 | 2 | 2 | 4 з 7     | 57,1   | 2500              | Silver         |                |

## Державні нагороди
- Орден княгині Ольги II ст. (8 вересня 2012) — за вагомий особистий внесок у розвиток та популяризацію фізичної культури і спорту в Україні, досягнення високих спортивних результатів та багаторічну плідну професійну діяльність[29]
- Орден княгині Ольги III ст. (16 червня 2006) — за здобуття першого місця на 37-й Всесвітній шаховій олімпіаді, піднесення міжнародного престижу України[30]

## Зміни рейтингу
| На цьому місці має відображатися графік чи діаграма, однак з технічних причин його відображення наразі вимкнено. Будь ласка, не видаляйте код, який викликає це повідомлення. Розробники вже працюють для того, щоби відновити штатне функціонування цього графіка або діаграми. | |
| | На цьому місці має відображатися графік чи діаграма, однак з технічних причин його відображення наразі вимкнено. Будь ласка, не видаляйте код, який викликає це повідомлення. Розробники вже працюють для того, щоби відновити штатне функціонування цього графіка або діаграми. |